# Ulriken
Ulriken (642 mètres d'altitude) est la plus haute des sept montagnes (de syv fjell en norvégien) entourant la ville de Bergen. Elle fait partie du massif de Byfjellene et est reliée à Rundemanen par Vidden, « le plateau ».
Ulriken possède un téléphérique, Ulriksbanen. Fermé début 2006 pour des raisons de sécurité il fut rouvert au printemps de la même année. La crête où se trouve une tour de télévision, un restaurant et des télescopes est à 605 m et n'est pas exactement le sommet, qui se trouve plus à l'est et culmine à 642 m.
La montagne est constituée principalement d'un orthogneiss protérozoïque et, tectoniquement, elle fait partie des nappes allochtones calédoniennes de Norvège.

## Histoire
Les premiers roitelets locaux se sont installés au pied d'Ulriken, à Alrekstad. On a d'ailleurs retrouvé récemment deux tertres funéraires, ainsi que deux tombes dans Isdalen, une des vallées qui drainent sur Svartediket, au nord d'Ulriken. En ce qui concerne le plus grand des tertres, nommé Storhaugen, le grand tertre, il a été découvert en 1910 par le conservateur Haakon Shetelig du musée de Bergen, après avoir été évoqué par un écrivain local en 1779. Il mesure 24 mètres de long et 1,5 mètre de haut.
La première ascension célèbre d'Ulriken eut lieu en 1853. Henrik Ibsen, alors professeur de théâtre, en faisait partie. En 1896, les journaux évoquèrent le pionnier Johan N.L. Blytt, qui skiait sur la montagne, et la même année eu lieu le premier concours de saut à ski à Bergen. De nombreuses hytter furent rapidement construites, et la première course à skis de Bergen eu lieu en 1908 à Gimlebakken sur les pentes à l'ouest de Vasslifjellet, au sud est d'Ulriken. L'année suivante eu lieu la première compétition nationale de combinaison ski/saut à ski. En 1963, une marche réunit 4 000 participants et en 1967, 19 000.
Entre 1959 et 1964 fut construit Ulrikentunnelen, un tunnel ferroviaire reliant Bergen à Arna. D'une longueur de 7 660 mètres, il évite un long détour autour de Byfjellene.
La tour fut construite en 1959 et entra en service en 1960. La construction fut difficile en raison du transport des matériaux. La tour de béton mesure 40 mètres et l'antenne, 38 mètres.
Ulriksbanen, le téléphérique, fut construit par une compagnie suisse en 1961. De la station d'Haukelandsbakken à la station d'arrivée, il y a une distance de 1 120m. Le téléphérique est doté de deux cabines pouvant contenir chacune 25 passagers. Le trajet dure trois minutes et le téléphérique a une capacité de 375 passagers par heure. Le 9 juillet 1974 une cabine tomba et 4 personnes moururent dans l'accident. Il fut rouvert en 1979. L'affluence est d'environ 150 000 personnes par an.
Le restaurant ouvrit au début des années 1980.
Dans une vallée appelée Isdal, sur le versant nord de l'Ulriken, fut retrouvé le 29 novembre 1970 le cadavre de l'inconnue d'Isdal, une des plus fameuses affaires policières non élucidées de l'histoire de la Norvège.

## Ulriken dans la littérature

### Johan Nordahl Brun
Dans sa Chanson pour Bergen (Sang til Bergen), écrite en 1775, Johan Nordahl Brun décrit la vue sur la ville depuis Ulriken, bien qu'il n'ait jamais été sur place. Mais celui que la montagne a le plus marqué est sans doute Ibsen, qui lui a consacré au moins trois poèmes.

### Henrik Ibsen
Vi vandrer med freidig mot et Reisebilleder sont deux poèmes dédiés à Ulriken qui furent écrits par Henrik Ibsen après son ascension en 1853. Il décrit la beauté de la montagne et la puissance de la nature.
Vi vandrer med freidig mot
Vi vandrer med freidig mot, vårt sinn er lett og rapp vår fot

I høyden, oppad på fjellet, i dypet, ved fossevellet

la veien gå hvorhen den vil, vi vandrer frem med sang og spill.

Her er vi i guds natur! som bekken vill i fjellets ur

så stevner vi frem på ferden, ti åpen oss ligger verden

og derfor vi som fuglen glad vil juble høyt i sky vårt kvad.

Vi er jo en lystig flokk, av mot og sanger har vi nok.

La storme kun ut på fjorden, la true med lyn og torden!

Vi fukter strupen, går vår gang og hilser fjell og fjord med sang.
Reisebilleder
Og det var en morgen i "sommerskrud",

mens fuglene kvidred på grene, -

da stævned en skare fra byen ud

afsted over stok og stene.

Men Ulrikken lå som et jætteskjold,

forstenet af dagens stråler.

Os varsled en havfru, den lede trold,

om revnede strømper og såler.

Vi vandred i timer, vi vandred i tre

alt udi så lykkeligt følge, -

Og så fik vi Folgefonden at se, -

Jeg vil det ikke fordølge!

I høiden - afsted over ur og bæk

tilhobe vi så monne vandre;

her har vist jætter til dværgenes skræk

leveret et slag med hverandre!

Vort blik og vor tanke, som falk på rov

fløi ud over verden så vide, -

Den daled i farten på sjø og skov,

den seiled om snefjeldets side.

Som svaner, der længes mod sydens kyst,

mens høit over skyen de svømme,

så spiled vor længsel sin vinge med lyst,

så fløi vore vårlige drømme.

Og da vi omsider igen kom hjem,

vi kunde med stolthed fortælle,

at dygtige fodfolk finnes blandt dem,

som gjæste Ulrikkens fjelde.